# Cucuron
Cucuron este o comună în departamentul Vaucluse din sud-estul Franței. În 2009 avea o populație de 1.844 de locuitori.

## Evoluția populației
| An        | 1975  | 1982  | 1990  | 1999  | 2006  | 2009  |
| --------- | ----- | ----- | ----- | ----- | ----- | ----- |
| Populație | 1.206 | 1.409 | 1.624 | 1.792 | 1.814 | 1.844 |